# Chipping Norton, New South Wales
Chipping Norton är en förort till Sydney i Australien. Den ligger i kommunen Fairfield och delstaten New South Wales, i den sydöstra delen av landet, omkring 24 kilometer väster om centrala Sydney. Antalet invånare är 8 579. Den ligger vid sjöarna  Chipping Norton Lake och Lake Moore.
Runt Chipping Norton är det mycket tätbefolkat, med 3 757 invånare per kvadratkilometer.. Närmaste större samhälle är Bankstown, nära Chipping Norton. 